# 梁以蘅
梁以蘅（16世紀—16世紀），字仲房，廣東廣州府新會縣橫嶺人，明朝政治人物。

## 生平
梁以蘅剛成年就以超貢任賓州訓導，是嘉靖二十二年（1543年）癸卯科廣西鄉試第三名舉人，二十三年（1544年）授廬陵教諭，律己以教人，絕不收取學生禮物，二十六年（1547年）陞紹興教授，資助貧困學生婚喪，但亦嚴厲約束其品行，二十八年（1549年）任山東鄉試同考官時餽贈一無所受，後陞連城知縣，革去地方里役供具，判案寬大，招徠逃亡里役者復業，未滿四十歲就以侍奉母親辭官，紹興人為他立碑，入祀連城名宦祠。

## 引用
1. 1 2  道光《新會縣志·卷八·人物上》：梁以蘅，字仲房，橫嶺人，性孝友，弱冠以超貢授賓州訓導，嘉靖二十二年領廣西鄉薦第三人，轉廬陵教諭，厯紹興府教授，教人一本躬行，貧不能婚喪者必資給之，二十八年聘山東考官，供張甚盛，蘅併餽贐郵傳悉卻之，自買舟行，聞者嘆服，擢連城令，革里甲供具，聽訟常從末減，至吏胥有犯毫不少貸，稽核版籍，里役有逃亡者以富室補之，逃亡者咸復業，修奎文殿，葺黌宮，恤死刑，置義塚，年未四十乞歸養，連城祀名宦，陳鳴華祀之鄉賢。 俱同上（王志）
2. ↑  民國《廬陵縣志·卷七·政要》：梁以蘅，字仲芳，廣東新會人，嘉靖間為廬陵教諭，以道律身，以禮垂教，恥索諸生贄儀，至即令見其論學稱述陳獻章，每以口談道學，不躬行實踐為戒。
3. ↑  乾隆《紹興府志·卷四十三·名宦下》：梁以蘅，字仲房，新會人，嘉靖丁未自廬諭遷紹興教授，為人美丰儀，寡言笑，動止必以禮，居常恂恂若無能者，及道義所關毅然必往，即賁育勿能撓也，教諸生務敦實行，頒示科條令，中人皆可遵，諸生有窶甚不能婚喪者輒捐助之，或抱伏抑必奮往力救，然約束甚嚴，稍有違犯即高等貴胄必加訶讓不少假，倘其知改又輒煦煦進之無終疾也，以是諸生得其喜，則欣然以為榮，得其怒則赧然不勝恥。其持身甚介，一毫不妄，取主試山東供帳饋贐一無所受，當路知其賢檄署縣事亦堅辭不往，曰：「越俎代庖，吾不能也。」每以母老乞歸養，當路不許，久之遷知連城，甫越歲竟棄官奉母歸，人益高之，去越三十年諸生追思不已，為勒石頌德焉。 萬厯志，已上皆府學教職
4. ↑  民國《連城縣志·卷二十八·循吏列傳》：梁以衡，新會舉人，嘉靖中知連城縣，革里役供具，聽訟常寬減，歲造版籍，里役有逃亡者招徠復業，旋乞歸。 名宦府志